# Vasilij Serafimovič Sinajskij
Vasilij Serafimovič Sinajskij (in russo Василий Серафимович Синайский?; Abez', 20 aprile 1947) è un direttore d'orchestra e pianista russo.

## Biografia
Ha studiato direzione d'orchestra con Il'ja Aleksandrovič Musin  al Conservatorio di Leningrado; ed ha iniziato la sua carriera come assistente di Kirill Petrovič Kondraši all'Orchestra filarmonica di Mosca.
Nel 1973 ha vinto la Medaglia d'Oro al Concorso Karajan di Berlino.
È stato direttore musicale e direttore principale dell'Orchestra filarmonica di Mosca dal 1991 al 1996.
Ha anche ricoperto la carica di direttore principale dell'Orchestra sinfonica lettone e direttore ospite principale dell'Orchestra filarmonica dei Paesi Bassi.
È stato anche nominato direttore musicale dell'Orchestra di Stato Russa (ex Orchestra Sinfonica di Stato dell'URSS), un incarico che ha mantenuto fino al 2002.

## Incarichi
È stato direttore ospite principale della BBC Philharmonic dal 1996, assiduo frequentatore del "The Proms", direttore ospite principale del Teatro Bol'šoj.
Ha diretto "La Iolanda" di Pëtr Il'ič Čajkovskij con la Welsh National Opera e con il BBC Proms, nonché la "Lady Macbeth del Distretto di Mcensk".
Negli ultimi anni le sue produzioni della Carmen e di Der Rosenkavalier per la English National Opera, sono state molto lodate.
Ha fatto diverse incisioni con la BBC Philharmonic per Chandos, comprese le opere di Szymanowski, Rodion Ščedrin, Milij Alekseevič Balakirev e Franz Schereker, e una serie di registrazioni di musiche da film di Šostakovič.
Dal gennaio 2007 è stato il direttore principale dell'Orchestra sinfonica di Malmö.

## CD
- Šostakovič: Film Musicale Vol. 1 Chandos 10.023
- Šostakovič: Film Musicale Vol. 2 Chandos 10.183
- Balakirev: Sinfonia N.1, Ouverture "King Lear" in Boemia. Chandos 24.129
- Ljadov: Baba Yaga, Enchanted Lake, Kikimora. Chandos 9911